# Полікарпов Микола Миколайович
Микола Миколайович Полікарпов (28 травня (8 червня) 1892
, село Георгіївське (зараз Калініно), Ливенський повіт, Орловської губернії, Російська імперія — 30 липня 1944, Москва, СРСР) — радянський авіаконструктор, в колах пов'язаних з авіабудуванням мав неофіційний статус «Короля винищувачів», Герой Соціалістичної Праці (1940), лауреат Сталінської премії 1-го ступеня (1941 та 1943), доктор технічних наук (1940).
Полікарпов — автор низки нововведень та винаходів в авіації. На його літаках здійснено ряд далеких перельотів. 25 листопада 1935, вперше в СРСР, льотчиком-випробувачем В. К. Коккінакі на літаку І-15 встановлено світовий рекорд висоти (14 475 м). Усього Полікарповим і за його активною участю було розроблено понад 80 літальних апаратів різних типів, а деякі з них, приміром «Полікарпов» По-2 (за життя конструктора мав назву У-2, Учебный-2, укр. «Навчальний-другий»), експлуатувались у військах та льотних школах більше тридцяти років. Під керівництвом конструктора працювало багато талановитих інженерів.

## Біографія

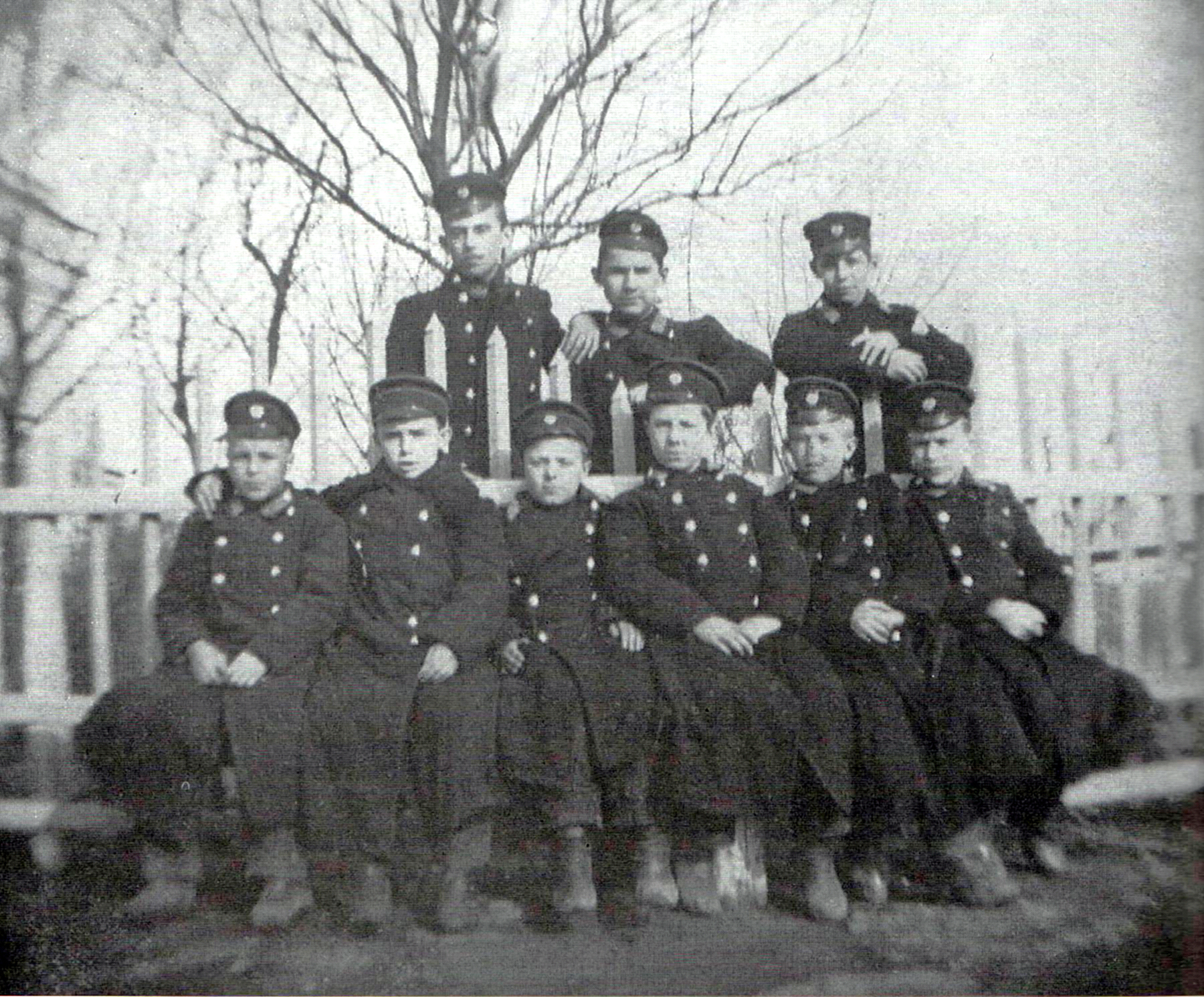
Учні Ливенского духовного училища, Микола Полікарпов у першому ряду, 2-й зліва. Березень 1903

Микола Миколайович Полікарпов народився в селі Георгіївське, Ливенського повіту, Орловської губернії, 8 червня (27 травня, за старим стилем) 1892, в родині сільського священика. Батько майбутнього конструктора, Микола Петрович Полікарпов, був продовжувачем стародавнього роду священнослужителів, що брав свій початок з XII-го століття. Мати, Олександра Сергіївна, також дочка священика, деякий час працювала у повітовій бібліотеці, часто приносила синові зв'язки книг, які молодий Микола буквально проковтував за одну ніч. Мав сестру Лідію.
Після закінчення у 1907 Ливенського духовного училища, вступив до Орловської духовної семінарії, але швидко зрозумів — шлях священнослужителя це не для нього.
У 1911 поступив на механічне відділення Санкт-Петербурзького політехнічного інституту. Спеціалізувався на вивченні двигунів внутрішнього згоряння, парових турбін, систем опалення та вентиляції. У 1914 почав вивчати аеродинаміку та повітроплавання на курсах при суднобудівному відділенні інституту. Курсовою роботою Полікарпова зацікався дехто з авіаконструкторів, серед них і Ігор Сікорський.
Після закінчення у 1916 Петроградського політехнічного інституту і Курсів авіації та повітроплавання при ньому, направлений по бро́ні до авіаційного відділення «Російсько-Балтійського вагонного заводу» у Петрограді.
Із серпня 1918 працює на московському заводі «Дукс». Там Микола Миколайович знайомиться зі своєю майбутньою дружиною — Олександрою Федорівною Самишкіною (1900—1945). У 1923 зіграли весілля. Виховував дочку Маріанну. Полікарпов був православною людиною, носив хрест, можливо єдиним з радянської еліти, хто регулярно відвідував церкву — храм апостола Пилипа на Арбаті.
У січні 1925 Полікарпов стає начальником дослідного відділу на авіаційному заводі № 1, а у лютому Миколу Миколайовича призначено начальником відділу сухопутного літакобудування «Авіатрест».
24 жовтня 1929 Полікарпова заарештовують за стандартним звинуваченням того часу — «участь у контрреволюційній шкідницької організації» та засуджують до смертної кари. Працював у закритому Особливому конструкторському бюро розташованому Бутирський тюрмі. 18 березня 1931 вирок змінено на десять років концентраційних таборів. У травні 1931 Полікарпов отримав призначення в ЦКБ-ЦАГІ на посаду заступника керівника конструкторської бригади № 3 П. Й. Сухого на базі авіазаводу № 39. Після реорганізації ЦКБ, у січні 1933 — начальник конструкторської бригади № 2, яка розробляє винищувачі ЦКБ-3 (І-15) та ЦКБ-12 (І-16).
У травні 1936 Полікарпова призначають одночасно головним конструктором нового авіаційного заводу № 84 і заводу № 21 у Горькому. З кінця 1937, після арешту 21 жовтня 1937 А. М. Туполєва — головний конструктор КБ, розміщеного на території Московського авіазаводу № 156. Із травня 1939 технічний директор та головний конструктор на Московському авіазаводі № 1. У 1940 головний конструктор ДКБ на московському заводі № 51.
У 1937 М. М. Полікарпова обирають депутатом Верховної ради СРСР, а у 1940 присвоюється звання Головного конструктора першого, найвищого за статусом, ступеня.

## Авіаконструктор

### Перші кроки в авіабудуванні
Під керівництвом Ігоря Сікорського брав участь у будівництві літака «Ілля Муромець». Після початку Жовтневого перевороту будівництво літаків на заводі зупиняється. Втративши все, Сікорський у 1918 емігрує до Парижа, пропонуючи це і Полікарпову, але той відмовляється та вирушає до Москви на завод «Дукс» (з 1919 — Державний авіаційний завод № 1), де керував технічним відділом. Підприємство руйнувалось — завод залишали кваліфіковані фахівці, умови для роботи були відсутні, приміром, для виготовлення креслень використовувалися теслярські олівці та газетний папір. Тим не менш, відділ займався переробкою під радянські можливості літаків іноземного виробництва. За розробку обтічних зимових лиж для важких літаків («Ілля Муромець», DH.4) отримує першу у житті премію — англійські чоботи на товстий воловій підо́шві. На межі 1922—1923 технічний відділ перейменовано в конструкторський відділ, зі штатом 4 інженера й 10 креслярів.

### Перші літаки Полікарпова

##### І-1 (Іл-400)

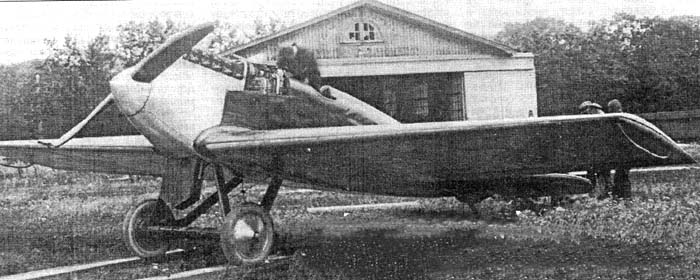
І-1

У 1922 Полікарпов, завідувач виробництвом Попов, завідувач технічного відділу ГАЗ № 1 Іван Косткін та інші конструктори, з власного почи́ну, почали розробку першого радянського винищувача І-1 (ІЛ-400а) з двигуном «Ліберті» потужністю 400 к.с. Літак став першим у світі монопланом з вільнонесучим крилом та низькопланом. Полікарпов випередив час — через десять років ця схема стала основною для всіх бойових літаків. Експериментальний літак побудували за два місяці, при цьому будівництво йшло у неробочий час, оскільки вдень конструктори працювали кожен за своїм основним місцем роботи. У травні 1923 літак перевезли на аеродром для початку випробувань. Для проведення тестів запросили одного з найдосвідчинеших пілотів того часу Костянтина Арцеулова. Випробування літака проходило складно — при першому ж зльоті Арцеулов зазнав катастрофу. Пілот важко травмувався, але, на щастя залишився живий. Проте у 1923 було отримано офіційний дозвіл на проектування літака. На розробку та будівництво, з коштів Авіавідділу Головного управління військової промисловості перерахували 18 тисяч рублів золотом. У 1924 збудовано другий дослідний екземпляр І-1 — ІЛ-400б. Другий варіант літака суттєво відрізнявся від попередника. Були внесені зміни в конструкцію крил та хвостової частини, замінено радіатор; обшивку виконали з гофрованого дюралюмінію. Навесні 1924 ІЛ-400б здійснив перший політ. Випробували другий прототип пілоти Жуков та Єкатов. 17 жовтня 1924 літак передано для випробувань військовими пілотами. Випробування проходили до лютого 1925. Восени 1925, розпочато виробництво перших восьми машин. Планувалося виготовити 33 літака, але у липні 1926 Науково-технічний комітет ВПС визнав недоцільним вести подальші роботи з розвитку І-1. Всього, разом з двома дослідними, було виготовлено 14 літаків.

##### Р-1 та Р-5

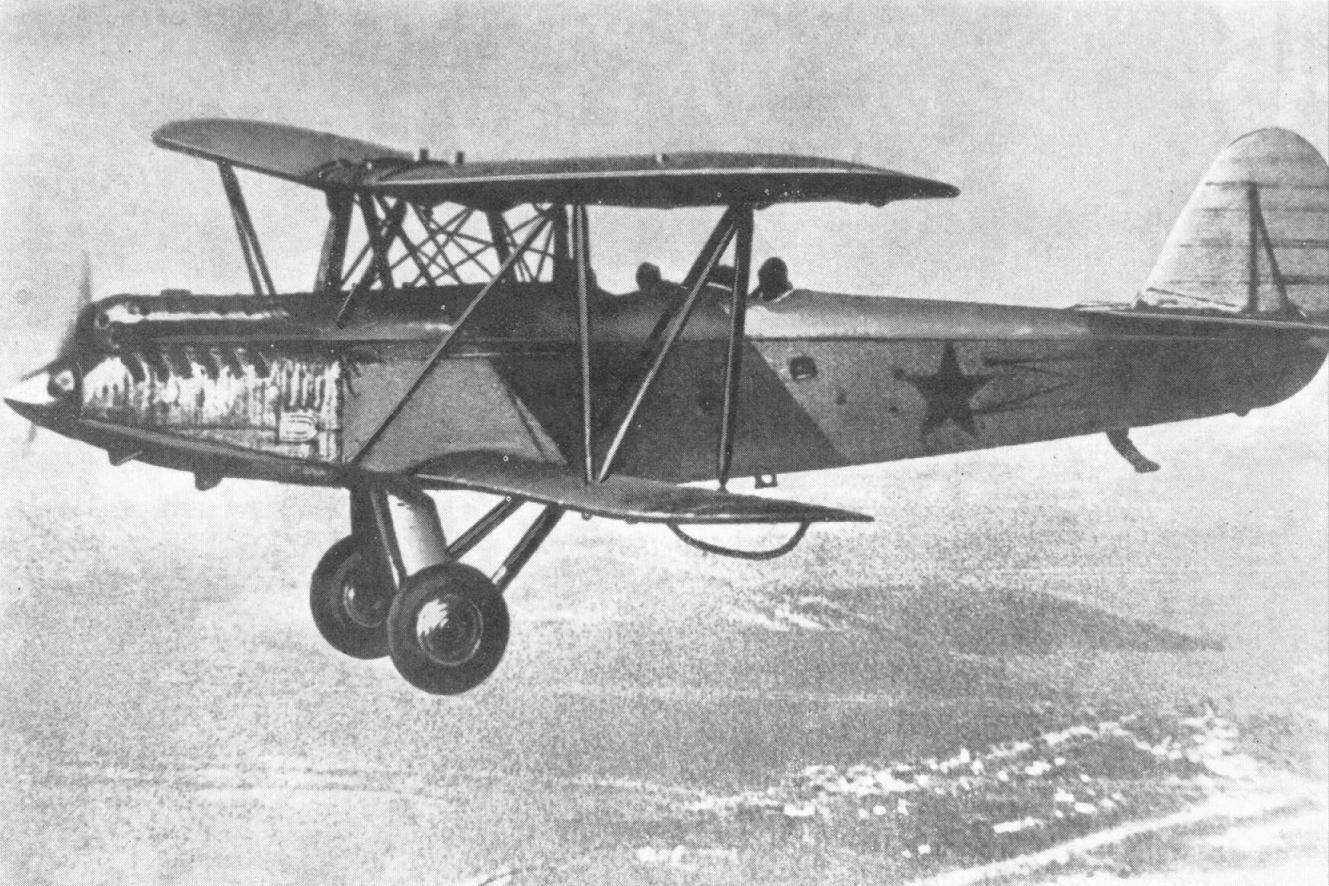
Р-5

У 1923 групою конструкторів, під керівництвом М. М. Полікарпова та Д. П. Григоровича, створено літак-розвідник Р-1 — перероблений з англійського легкого бомбардувальника DH.9 та пристосований для використання радянських матеріалів. Р-1 став першим радянським серійним літаком.
У 1928 створено розвідник Р-5. Літак набув широке визнання у зв'язку з участю у порятунку експедиції пароплава «Челюскін».

##### І-3
У 1927 Полікарпов створює винищувач І-3, що надійшов у війська у 1929. Перший політ здійснив льотчик-випробувач Михайло Громов з Ходинського летовища 21 лютого 1928. Після успішного закінчення 14 квітня 1928 військових випробувань літак було визнано придатним для озброєння ВПС. Перші 12 винищувачів надійшли до 15-ї Брянської авіаційної бригади у серпні 1929. Всього до 1931 було збудовано 399 І-3. Ці літаки до початку 1933 були основними в радянських ВПС. Базувалися І-3 наступним чином: 34 літака під Москвою, 117 в Білорусі та 37 в Україні. Наприкінці 1934 І-3 знято з озброєння.

##### У-2

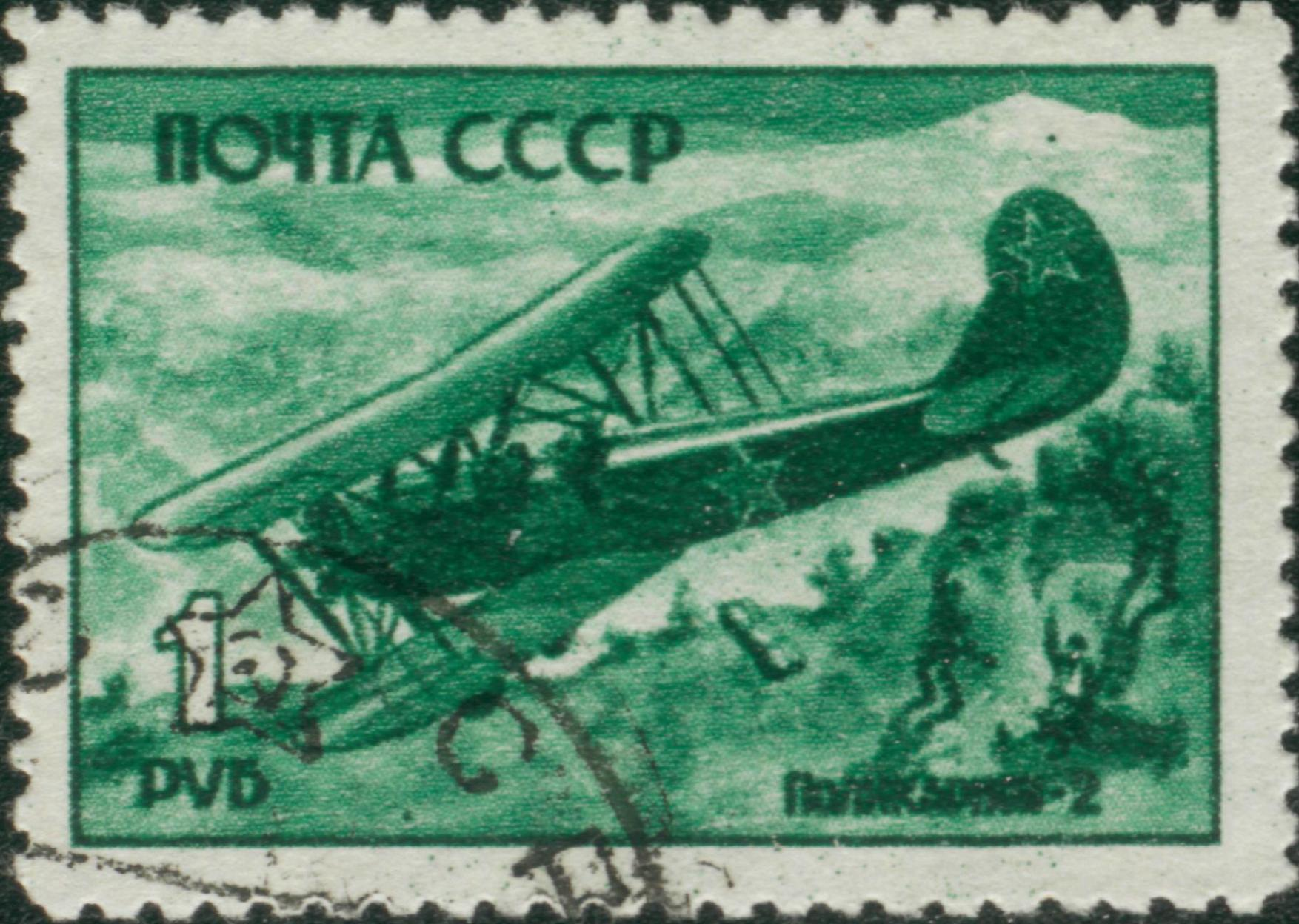
На радянській поштовій марці У-2 скидає вантаж. Літак названий «Полікарпов-2». 1945

У 1927, на заміну У-1, Полікарповим створено безпечний літак початкового навчання У-2 — «Навчальний-другий». Згодом він отримав всесвітнє визнання: У-2, разом з декількома іншими радянськими літаками, у 1928 вперше експонувався на 3-й Міжнародній авіаційній виставці в Берліні.
В ході поточного виробництва У-2 безперервно удосконалювався. Перші серійні У-2 почали надходити в навчальні школи в 1930. Протягом багатьох років У-2 були єдиними машинами початкового навчання в льотних школах та аероклубах ОСОАВИАХИМу. На ньому пройшли підготовку близько 100 тисяч льотчиків, яки вчилися пілотувати у 30-х — 50-х роках. Біплан активно використовувався як розвідувальний, зв'язковий та нічний бомбардувальник у період німецько-радянської війни.
Один з наймасовіших літаків у світі. За час експлуатації, з 1929 до початку 1960-х, було виготовлено близько 40 тисяч літаків різних модифікацій.

### Арешт та праця у «шарашці»
Арешт Полікарпова готувався з 1925. У 1928—1929 по Радянському Союзу прокотилася чергова хвиля репресій проти «ворогів народу». 24 жовтня 1929 Полікарпова заарештовують за стандартним звинуваченням того часу — «участь у контрреволюційній шкідницької організації» і без суду засуджують до вищої міри покарання (справа № 84496). Більше двох місяців Полікарпов перебував в очікуванні розстрілу. У грудні 1929, без скасування, або зміни вироку, його доправляють в «Особливе конструкторське бюро», так звану «шарашку», що організована у Бутирській в'язниці. У січні 1930 конструкторів переводять в ЦКБ-39 ОГПУ, на базі новоствореного, шляхом відокремлення від Державного авіаційного заводу № 1, Московського авіазаводу N 39 ім. В. Р. Менжинського.
18 березня 1931 Колегія ОГПУ засудила Полікарпова до десяти років концентраційних таборів.
У 1930 Д. П. Григорович, М. М. Полікарпов та інженери заводу № 39 розробили винищувач І-5 (ВТ-11 — «внутрішня тюрма»-одинадцятий), 27 квітня 1930 почались його випробування. 29 квітня льотчик-випробувач Бенедикт Бухгольц здійснив перший політ. Після вдалого показу Сталіну, Молотову, Орджонікідзе та іншим діячам СРСР літака, пілотованого Чкаловим та Анісімовим, Колегія ОГПУ 28 червня 1931 ухвалила постанову про зміну вироку стосовно Полікарпова на умовний. 7 липня 1931 Президія ЦВК СРСР ухвалила рішення про амністію групи осіб, у тому числі Полікарпова, хоча вирок відносно конструктора залишався в силі.

## «Король винищувачів»

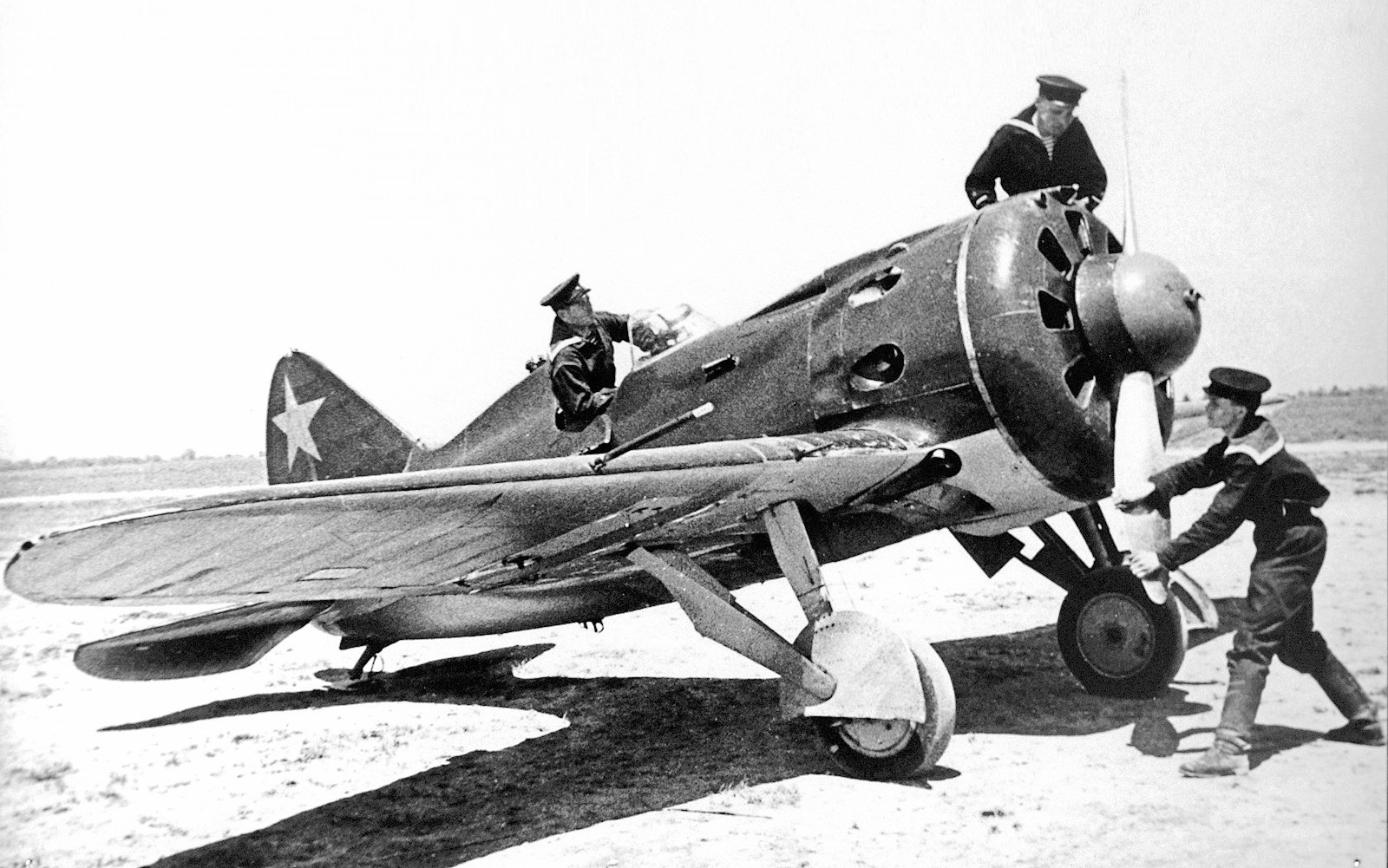
І-16 тип 18 на Халхин-Голі

У 1935, після міжнародної авіаційної виставки в Мілані, на який було продемонстровано І-15 та І-16, за Полікарповим закріпилось неофіційне звання «Короля винищувачів».

### Серійні винищувачі конструктора
Починаючи з 1927 розробка одномісних винищувачів в Радянському Союзі приймає масштабний характер. З досвіду попередніх років, одночасно проектується декілька типів винищувачів різної конструкції та компонувань. Основними літаками винищувальної авіації ВПС РСЧА в ті роки були полікарповські І-5, І-15, І-16, І-153 «Чайка». Наприкінці 30-х років Полікарповим створено нові винищувачі, що мали прийти на заміну потроху старіючим І-16 та І-153, але не з вини конструктора ці проекти вчасно не втілилися у серійні бойові літаки. Звели доля по іншому, радянські ВПС зустріли б Люфтваффе на винищувачах переважаючих Me-109 за більшістю параметрів. Тим не менш, І-16 воював дуже непогано і виніс на собі основний тягар повітряних боїв початкового періоду війни.

#### І-5
Розроблений у «шарашці» винищувач І-5, перебував на озброєнні до 1939. Невелика кількість машин брала участь у бойових діях на початковому етапі німецько-радянської війни, пізніше вцілілі літаки було передано до навчальних частин.

#### І-15, І-16, І-153 «Чайка»
У 1930-х Полікарповим були створені винищувачі І-15, І-16, І-153 «Чайка», що склали основу радянської винищувальної авіації напередодні та початку Другої світової війни. На літаках вперше в СРСР запроваджено клеєний зі шпону фюзеляж типу «монокок», шасі, що прибираються та інші винаходи.
Розуміючи, що І-16 та І-153 «Чайка», за великим рахунком, літаки 30-х років, з 1936 Полікарпов наполегливо працював над їх вдосконаленням. З другої половини цього року з'являється перша модифікація І-16 — тип 5, та продовжується до 1940 (тип 29). Головними відмінностями були: марки моторів та озброєння, зміни в конструкції планера, шасі та обладнання літака (керування, приціли, маслорадіатори, бомботримачі тощо). Починаючи з типу 17 (також і на типі 10), стали встановлювати лижі, що прибираються в польоті.

### І-180

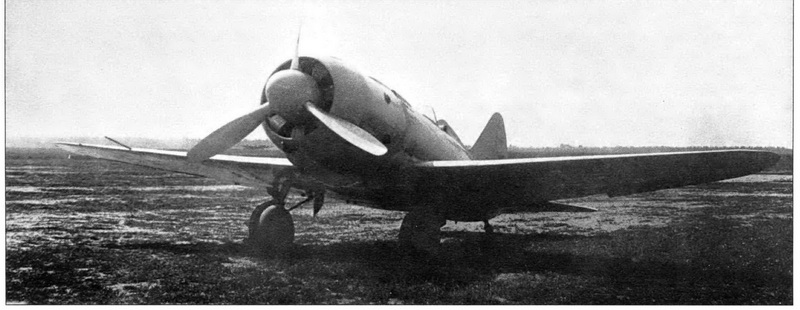
Літак І-180-2, 1939

У 1938 КБ Полікарпова, як розвиток ідеї та вдосконалення винищувача І-16, створює новий літак — низькоплан І-180. Це був одномоторний поршневий винищувач-моноплан, з новою силовою установкою, який показав гарні льотні дані та високу швидкість. Однак запуску в серію завадили катастрофи при випробуваннях перших двох прототипів та інтриги конкурентів. Випуск припинено в 1940. Всього випущено 3 дослідних та 10 серійних екземплярів.

### Опала
Загибель 15 грудня 1938 на І-180 Валерія Чкалова в першому ж випробувальному польоті знову ввергло Полікарпова в опалу. Були арештовані його заступник — провідний конструктор Д. Л. Томашевич, директор заводу № 156 Усачов та інші. Самого Полікарпова від арешту врятувало тільки те, що він відмовився підписати акт готовності літака до першого польоту і клопотання Георгія Байдукова.
25 листопада 1939 Полікарпов виїхав у відрядження до Німеччини. У його відсутність директор заводу Павло Воронін та головний інженер Петро Дементьєв (майбутній міністр авіаційної промисловості) виділили зі складу його КБ частину підрозділів і найкращих конструкторів, у тому числі Михайла Гуревича. Був організований новий дослідний конструкторський відділ, фактично нове КБ, під керівництвом військового представника на заводі — Артема Мікояна. Переманювали людей «батогом та пряником». Тим, хто вагався казали: «Полікарпов закінчена людина, він же піп, хрест носить, його все одно скоро розстріляють. Хто вас тоді захистить? А у Мікояна брат нагорі…».
Після реорганізації, Микола Миколайович працював у випробувальному ангарі ЦАГИ. Потім під Полікарпова, в старому ангарі на околиці Ходинки було створено новий авіаційний завод № 51, який не мав ніякої власної виробничої бази та будівлі для розміщення КБ. Навколо Полікарпова складалася нездорова атмосфера. Почалося відкрите цькування конструктора, роботи гальмувалися, його звинувачували в консерватизмі. Невдачі, що переслідували Полікарпова не були випадковими. «Короля винищувачів» переводили з одного авіаційного заводу на інший, розробки перспективних літаків дискредитувалися керівництвом авіапромисловості.

### І-185

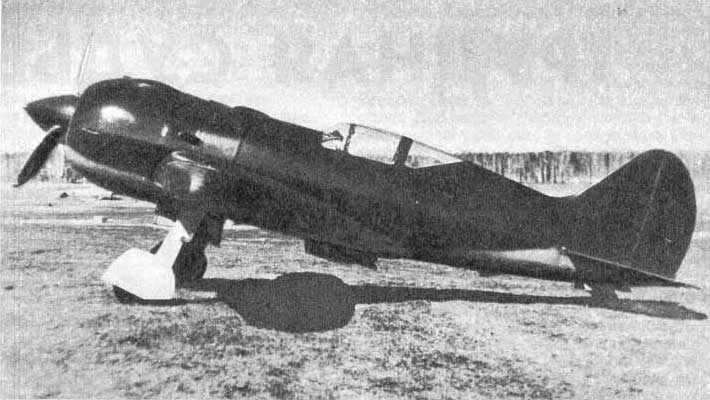
І-185 з двигуном М-71, 1940

Попри те, що Полікарпов залишився без багатьох досвідчених кадрів, власних приміщень та виробничої бази, він енергійно взявся за створення І-185 (проект «62»). До 10 березня 1940 були зроблені робочі креслення. Для реалізації замисленого потрібен був двигун, значно потужніший, ніж існувавший М-88. Перший варіант И-185 спроектували під створений у Запорізькому КБ авіадвигун М-90, потужністю 1750 к.с. (доведеної у 1942 до 2080 к.с.). Але отримання працездатного М-90 затягувалося і наприкінці травня 1940 А. І. Шахурін дав вказівку про встановлення на І-185 двигуна М-71. Надходження М-71 також затримувалося і 9 листопада 1940 Шахурін наказав встановити на І-185 двигун М-81. Але й М-81 поступив до ОКБ з великим запізненням — 7 грудня 1940, до того ж з дефектним валом.
11 січня 1941 літак піднявся у повітря. І-185 із двигуном повітряного охолодження — перший радянський винищувач за технічними вимогами початку 40-х років. Усього виконали 16 польотів, під час яких з'ясувалося, що двигун трясе. Заміряти максимальну швидкість літака вдалося тільки у землі. Вона виявилася рівною 495 км/г, тобто була близька до розрахункової — 500 км/г. Характеристики стійкості і керованості, пілотажні і злітно-посадочні властивості були високими.
21 березня 1941 О. С. Яковлєв наказав польоти припинити, оскільки доведенням до ладу М-81 вирішили не займатися. 8 квітня 1941 відбувся перший політ И-185 з М-71, що закінчився вимушеною посадкою на своєму аеродромі через несправності у двигуні. Через проблеми з авіадвигунами, побудовані дослідні літаки И-185 майже рік чекали можливості почати випробування. У своєму листі до Яковлєва Полікарпов просив придбати двигуни за кордоном, але це не було зроблено.
У жовтні 1941 ОКБ Полікарпова евакуйоване в Новосибірськ, де проходили чергові випробування І-185. 28 березня 1942 були завершені державні випробування винищувача. За їхніми результатами НДІ ВПС склало звіт, де було зазначено:
|  | І-185 за своїми льотними характеристиками стоїть вище від усіх існуючих вітчизняних серійних та іноземних літаків. За технікою пілотування і злітно-посадковим властивостям літак простий і доступний льотчикам середньої і нижче середньої кваліфікації. |

У 1942 літак пройшов державні та військові випробування на Калінінському фронті. Перший бойовий виліт І-185 відбувся 9 грудня 1942, останній — 12 січня 1943. За оцінкою НДІ ВПС літак перевершував всі радянські та німецькі серійні винищувачі того часу. Проте, запуску літака у серійне виробництво завадили, як протидія з боку О. С. Яковлева, так і недоведеність двигуна М-71, катастрофа в якій загинув льотчик-випробувач Степанчонок та відсутність заводу-виробника. У 1943 за створення І-185 Полікарпов був нагороджений Сталінською премію I ступеня. Цікаво, що Олександр Яковлєв у своїй книзі «Ціль життя» (рос. «Цель жизни»), жодного разу не згадує про цей літак.
Внаслідок припинення робіт з І-185, ВПС, навіть до кінця війни, так і не отримали винищувач, що його перевершував. Найкращий радянський винищувач Ла-7, випуск якого почався в середині 1944, за льотними даними, крім дальності польоту, тільки наближався до І-185. Як показав час, І-185 за своїми параметрами відповідав вимогам до поршневих винищувачів за стандартами кінця війни.

### І-190 та І-195

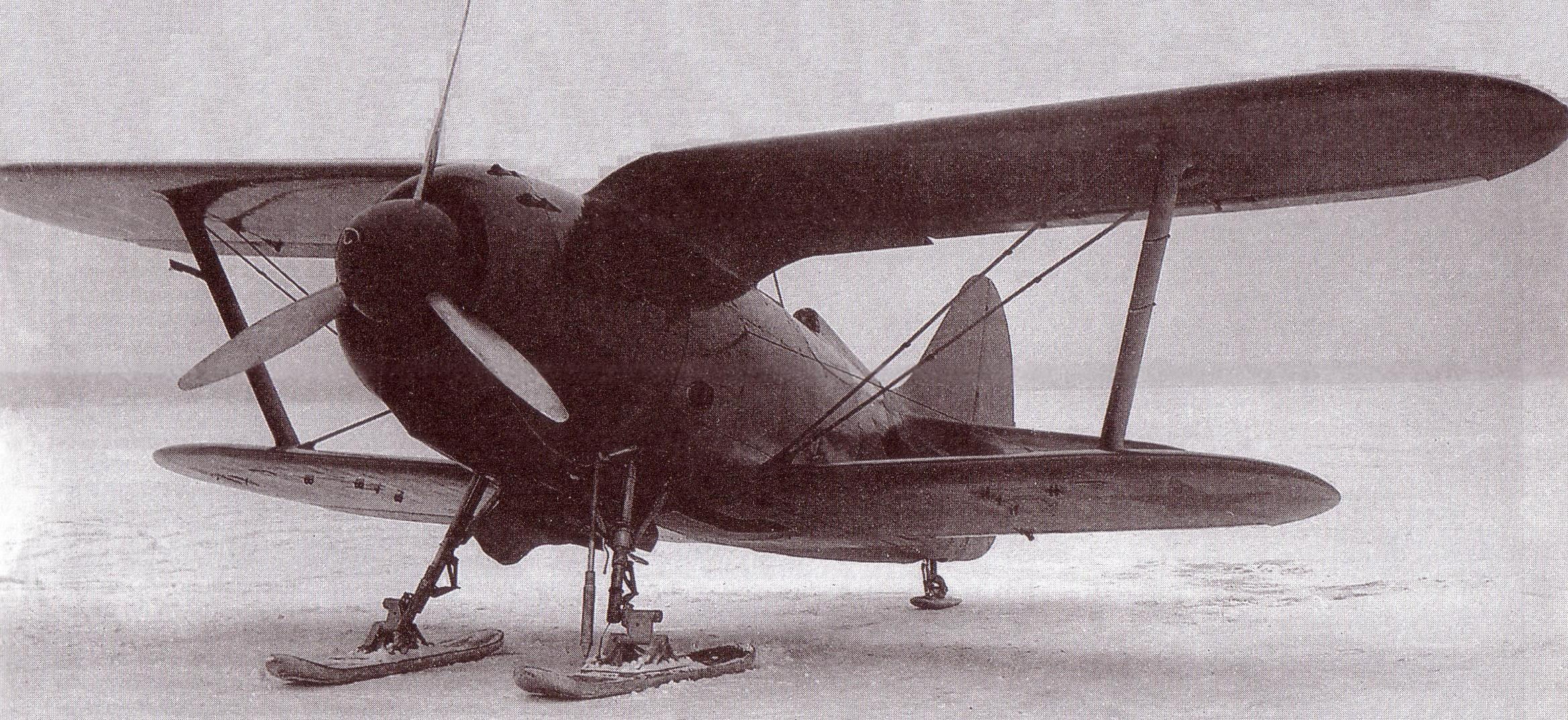
І-190

Паралельно зі швидкісним І-180 Полікарпов продовжив і лінію маневрених біпланів — І-190, І-195. Напередодні війни, серед військових існувала думка, що на додаток до швидкісного винищувача потрібно мати і суто маневрений. Цими міркуваннями пояснюється розробка ОКБ Полікарпова в 1939, паралельно з І-180 та І-185, проектів півторапланів І-190 та І-195.

### І-200
Під час перебування у Німеччині, новоствореному КБ Мікояна було передано розроблений Полікарповим ескізний проект нового швидкісного винищувача І-200 (проект «61»), майбутнього МіГ-1, який він направив в Наркомат авіаційної промисловості на затвердження перед своїм відрядженням. Заради справедливості варто зазначити, що за розробку І-200 у 1941 Полікарпову була присуджена Сталінська премія.

## Останні роки життя
У 1938—1944 Полікарпов сконструював низьку дослідних військових літаків: ТИС (важкий винищувач супроводження), ВИТ-1 та ВИТ-2 (повітряний винищувач танків), СПБ (швидкісний пікіруючий бомбардувальник), НБ (нічний бомбардувальник) та інші. З 1943 та до кінця життя Полікарпов працював над проектом ракетного винищувача-перехоплювача короткочасної дії (8-14 хв. польоту) «Малютка» та крилатих ракет.
Захворівши на рак шлунка, після стрімкого погіршення стану здоров'я, Микола Миколайович Полікарпов 30 липня 1944 помер на 52-му році життя. Поховано на Новодівочому кладовищі у Москві (перша ділянка).

## Пам'ять
На честь конструктора У-2 перейменовано в По-2. В день поховання, 1 серпня 1944, віддаючи данину глибокої поваги своєму творцеві вони пролетіли над цвинтарем.
19 вересня 1944, його КБ очолив Володимир Челомей, який зосередив зусилля колективу на розробці перших в СРСР крилатих ракет з пульсуючими повітряно-реактивними двигунами. У 1953 на чолі КБ Полікарпова став інший авіаконструктор — Сухий Павло Йосипович.
1 вересня 1956, через 12 років після смерті М. М. Полікарпова, Воєнна колегія Верховного суду СРСР скасувала попереднє рішення Колегії ОГПУ і припинила справу стосовно Полікарпова.
На честь М. М. Полікарпова названо пік на Памірі, його ім'я носять вулиці, встановлено пам'ятники та меморіальні дошки, де конструктор жив [Архівовано 10 березня 2016 у Wayback Machine.], працював та навчався[недоступне посилання з липня 2019].

## Внесок у розвиток літакобудування
Джерело: «Король винищувачів». Бойові літаки Полікарпова / Михайло Маслов. — М. Яуза; Ексмо, 2009. ISBN 978-5-699-30998-6 (рос.), стор 9-10
М. М. Полікарповим зроблено вагомий здобуток у застосуванні на серійних літаках багатьох винаходів. При підготовці документів для балотування у дійсні члени Академії наук СРСР, конструктор так оцінив свій внесок (перелік не повний):
- Запровадив першим в СРСР спеціалізацію окремих етапів проектування. Розробив методику проектування, будівництва та випробування дослідних машин (1923—1925)
- Дослідження штопорних властивостей літаків (1925—1929)
- Вперше використано дюралюміній виробництва СРСР в конструкціях літаків (1923—1926)
- Вперше розроблено принципи монтажу на літаках авіаційної кулеметної та гарматної зброї та застосування її в серійних конструкціях
- Встановлення першим у СРСР усіх нових радянських авіамоторів, а також деяких закордонних
- Перша у світі система синхронізації гарматної зброї
- Вперше в СРСР відпрацьовані у повітрі авіаційні гармати калібру 37 мм
- Розробка та освоєння в серійному виробництві бензобаків з недефіцитних матеріалів (фібра[Вин. 6] та інші), що скидаються у польоті
- Розробка в 1937—1939 герметичних кабін
- Встановлення (вперше в СРСР) авіаційних гармат, стріляючих через порожній вал редуктора мотора рідинного охолодження
- Створення першого в СРСР мотопланера[Вин. 7] великого тоннажу (МП)

## Нагороди
| Країна | Назва отриманої нагороди              | Вигляд            | Дата нагородження | Хто нагородив, інші примітки      |
| ------ | ------------------------------------- | ----------------- | ----------------- | --------------------------------- |
| СРСР   | Орден Леніна                          |                   | травень 1936      | Президія ВЦВК                     |
| СРСР   | Орден Червоної Зірки                  |                   | грудень 1937      | Президія ВЦВК                     |
| СРСР   | Орден Леніна та Медаль «Серп і Молот» |                   | 28 жовтня 1940    | Президія Верховної Ради СРСР, № 4 |
| СРСР   | Сталінська премія 1-го ступеня        | Сталінська премія | березень 1941     | РНК СРСР                          |
| СРСР   | Сталінська премія 1-го ступеня        | Сталінська премія | березень 1943     | РНК СРСР                          |

### Інші заохочування
| Країна | Назва отриманої нагороди                         | Вигляд | Дата нагородження | Хто нагородив, інші примітки |
| ------ | ------------------------------------------------ | ------ | ----------------- | ---------------------------- |
| СРСР   | Легковий автомобіль та грошова премія            |        | січень 1934       | Г. К. Орджонікідзе           |
| СРСР   | ЗіС-101 та грошова премія у розмірі 100 тис. руб |        | жовтень 1938      | РНК СРСР                     |

### Спеціальні звання
- Конструктор 1-го ступеню — 1940, підтверджено у 1943